# Armata Italiana in Russia
Armata Italiana in Russia var en expeditionskår av arméstorlek tillhörande Regio Esercito (italienska armén) som deltog i striderna på östfronten på Nazitysklands sida under andra världskriget. Armén sattes upp den 10 juli 1942 då den tidigare Corpo di Spedizione Italiano in Russia uppgick i den nya och större expeditionskåren. Efter att ha försvarat en stillsam del av fronten längs Don efter inledningen av operation Blå så krossades armén i stort sett under Operation lilla Saturn i december 1942. Från 20 augusti 1942 till 20 februari 1943 förlorade armén 87 795 man som döda eller saknade och 34 474 man som sårade eller förfrusna.
Under mars och april 1943 återvände resterna till Italien för vila och återuppbyggnad men i september upplöstes armén efter Italiens kapitulation.

## Organisation
Arméns organisation:
- Raggruppamento a cavallo Barbò
- 156ª Divisione fanteria Vicenza
- Corpo d'Armata alpino (generale di corpo d'armata Gabriele Nasci) 
  - 2ª Divisione alpina Tridentina
  - 3ª Divisione alpina Julia
  - 4ª Divisione alpina Cuneense
  - 11º Raggruppamento artiglieria di Corpo d'Armata
- II Corpo d'Armata (generale di corpo d'armata Giovanni Zanghieri) 
  - 2ª Divisione fanteria Sforzesca
  - 3ª Divisione fanteria Ravenna
  - 5ª Divisione fanteria Cosseria
  - 2º Raggruppamento artiglieria di Corpo d'Armata
  - Raggruppamento Camicie Nere 23 marzo
- XXXV Corpo d'Armata (generale di corpo d'armata Giovanni Messe) 
  - 9ª Divisione fanteria Pasubio
  - 52ª Divisione fanteria Torino
  - 3ª Divisione Celere Principe Amedeo Duca d'Aosta
  - 30º Raggruppamento artiglieria di Corpo d'Armata
  - Raggruppamento Camicie Nere 3 gennaio